# Calycolpus calophyllus
Calycolpus calophyllus är en myrtenväxtart som först beskrevs av Carl Sigismund Kunth, och fick sitt nu gällande namn av Otto Karl Berg. Calycolpus calophyllus ingår i släktet Calycolpus och familjen myrtenväxter. Inga underarter finns listade i Catalogue of Life.